# Кантон Вали (Конектикат)
Кантон Вали (енгл. Canton Valley) насељено је место без административног статуса у америчкој савезној држави Конектикат.

## Демографија
По попису из 2010. године број становника је 1.580, што је 15 (1,0%) становника више него 2000. године.
| Група             | 2000.         | 2010.         |
| Белци             | 1.510 (96,5%) | 1.484 (93,9%) |
| Афроамериканци    | 9 (0,6%)      | 17 (1,1%)     |
| Азијати           | 5 (0,3%)      | 19 (1,2%)     |
| Хиспаноамериканци | 18 (1,2%)     | 35 (2,2%)     |
| Укупно            | 1.565         | 1.580         |